# راج شاندرا سين
راج شاندرا سين هو سياسي هندي، (و. 1890  م). نشط حزبياً في Akhil Bharatiya Ram Rajya Parishad ‏.